# East End của Luân Đôn

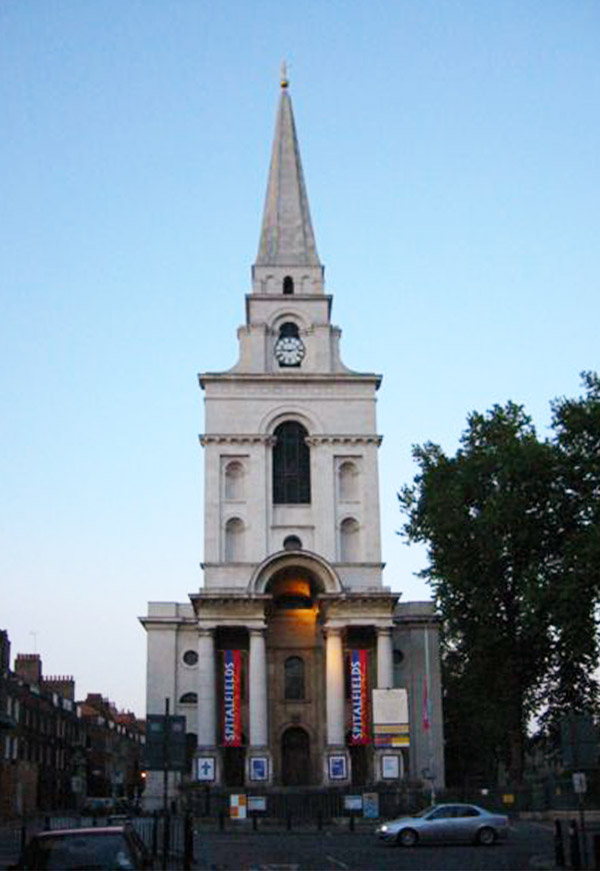
Nhà thờ Christ, Spitalfields

East End của Luân Đôn, còn được gọi đơn giản là East End, là khu vực của Luân Đôn, Anh, phía đông thành phố Luân Đôn Trung cổ có tường thành bao quanh và phía bắc của sông Thames. Mặc dù không được xác định bởi ranh giới chính thức được chấp nhận, sông Lea có thể được coi là một ranh giới khác. Việc sử dụng thuật ngữ với ý miệt thị bắt đầu vào cuối thế kỷ 19, khi sự mở rộng dân số của Luân Đôn đã dẫn đến tình trạng dân số quá đông trên khắp khu vực và sự tập trung của những người nghèo và người nhập cư. Các vấn đề trở nên trầm trọng hơn với việc xây dựng các bến tàu Katharine St (1827) và đường sắt trung tâm Luân Đôn Termini (1840-1875) dẫn đến phải giải phóng mặt bằng khu ổ chuột cũ và các xóm nhà lụp xụp, với nhiều người dân bị di dời chuyển đến East End. Trong suốt một thế kỷ, East End đã trở nên đồng nghĩa với nghèo đói, bệnh tật, tình trạng quá đông và tội phạm.
East End phát triển nhanh chóng trong thế kỷ 19. Ban đầu nó là một khu vực đặc trưng bởi các làng quần tụ quanh các tường thành phố Luân Đôn hoặc dọc theo con đường chính, bao quanh bởi đất nông nghiệp, đầm lầy và các cộng đồng nhỏ ven sông, phục vụ các nhu cầu vận tải biển và Hải quân Hoàng gia. Cho đến khi bến cảng chính thức xuất hiện, tàu bè vận chuyển được yêu cầu đặt hàng hóa trong kho của Luân Đôn, nhưng ngành công nghiệp liên quan đến sửa chữa, xây dựng, và khai lương thực của tàu bè phát triển mạnh mẽ trong khu vực từ thời Tudor. Khu vực thu hút số lượng lớn người dân nông thôn tìm kiếm việc làm. Làn sóng kế tiếp của nước ngoài nhập cư bắt đầu với những người tị nạn Huguenot tạo ra một vùng ngoại ô mới ngoại thành Spitalfields trong thế kỷ 17, sau đó là những người thợ dệt Ailen, người Do Thái Ashkenazi, và trong thế kỷ 20, người Bangladesh. Nhiều người trong số những người nhập cư làm việc trong ngành công nghiệp dệt may. Sự phong phú của lao động bán và không có tay nghề đã dẫn đến mức lương thấp và điều kiện nghèo trong suốt East End. Điều này mang lại sự chú ý của các nhà cải cách xã hội trong thời gian giữa thế kỷ 18 và đã dẫn đến sự hình thành của các đoàn thể và hiệp hội công nhân vào cuối thế kỷ này. Chủ nghĩa cực đoan của East End góp phần vào sự hình thành của Đảng Lao động và nhu cầu cho sự giải phóng phụ nữ.
Nỗ lực chính thức để giải quyết tìnhh trạng nhà ở quá chật chội bắt đầu vào đầu thế kỷ 20 được Hội đồng Quận Luân Đôn thực hiện. Chiến tranh thế giới thứ hai tàn phá East End gồm bến cảng, đường sắt và ngành công nghiệp hình thành một mục tiêu liên tục, dẫn đến sự phân tán dân số các vùng ngoại ô mới và nhà mới đang được xây dựng vào những năm 1950. Việc đóng cửa của các bến cảng East End cuối cùng trong cảng Luân Đôn vào năm 1980 đã tạo ra nhiều thách thức hơn nữa và dẫn đến những nỗ lực tái sinh và sự hình thành của Công ty Phát triển Luân Đôn Docklands. Sự phát triển bến tàu Canary, cơ sở hạ tầng được cải thiện, và Công viên Olympic mang ý nghĩa là East End đang tiếp tục trải qua sự thay đổi, nhưng một số khu vực vẫn tiếp tục tồn tại những người nghèo đói nhất ở Anh.